# Правительство Конте (первое)
Первое правительство Конте (итал. Governo Conte I) — 65-е правительство Итальянской Республики, действовавшее с 1 июня 2018 года по 5 сентября 2019 года под председательством Джузеппе Конте (20 августа 2019 года он подал прошение об отставке).

## Общие сведения
Первое правительство, сформированное парламентом XVIII созыва, сменило правительство Джентилони, ушедшее в отставку 24 марта 2018 года ввиду начала работы избранного 4 марта 2018 года парламента и исполнявшее обязанности до формирования нового кабинета.

## Формирование
По итогам выборов ни одна политическая партия или коалиция не получила абсолютного большинства мест ни в одной из палат парламента, вследствие чего переговоры о формировании нового правительства затянулись. Правоцентристская коалиция, одержавшая относительную победу (около 37 % голосов), распалась, и постепенно оформилась коалиция Движения пяти звёзд, получившего наибольшую поддержку избирателей среди всех отдельно взятых партий (32 % голосов), и Лиги Севера, оказавшейся наиболее популярным участником правоцентристской коалиции (около 17 % голосов избирателей).
18 мая 2018 года делегации двух партий во главе со своими лидерами Ди Майо и Сальвини согласовали так называемый «Контракт на формирование правительства перемен» — основной программный документ коалиционного кабинета из 30 пунктов, который содержит следующие положения:
- констатируя верность принципу евроатлантической солидарности и признавая США основным союзником Италии, правительство должно добиваться отмены экономических санкций против России, которую необходимо рассматривать как всё более важного экономического партнёра и стратегического посредника при разрешении конфликтов в Ливии, Сирии и Йемене (стр. 18);
- введение «плоской» шкалы подоходного налога (стр. 19);
- прекращение действия «закона Форнеро» о пенсионной реформе (стр. 33);
- введение в Италии безусловного базового дохода в размере 780 евро на человека в месяц (стр. 34).

23 мая президент Маттарелла поручил Джузеппе Конте формирование нового правительства, и 27 мая 2018 года тот представил главе государства список предполагаемых министров, но Маттарелла категорически не согласился с назначением на должность министра экономики евроскептика Паоло Савона, вследствие чего Конте сложил с себя полномочия по формированию нового правительства.
31 мая Ди Майо и Сальвини согласовали компромиссный вариант коалиционного правительства, также с участием Паоло Савона, но не в должности министра экономики. Занимавшийся по поручению президента формированием «технического» кабинета Карло Коттарелли сложил с себя полномочия, и в этот же день Маттарелла утвердил персональный состав политического правительства, вновь во главе с Джузеппе Конте.
1 июня 2018 года члены правительства (18 министров, из них только пять женщин) принесли присягу и вступили в должность.
5 июня за доверие кабинету проголосовал Сенат — при общей численности фракций двух правящих партий 167 человек, «за» проголосовал 171 сенатор, «против» — 117, воздержались 25. Дополнительную поддержку правительству оказали представители Ассоциативного движения итальянцев за границей Рикардо Мерло и Адриано Карио, а также бывшие представители Пяти звёзд Маурицио Буккарелла и Карло Мартелли. Фракция Братьев Италии воздержалась, Вперёд, Италия, Итальянская социалистическая партия, Демократическая партия, а также Свободные и Равные заявили себя оппозицией.
6 июня новое правительство поддержала Палата депутатов — 350 человек проголосовали за доверие, 236 — против, 35 воздержались. Как и в верхней палате, кабинет получил дополнительно четыре голоса к голосам членов двух фракций.
12 июня формирование кабинета завершилось назначением шести заместителей министров и 39 младших статс-секретарей.

## Изменения в составе
13 сентября 2018 года трое младших статс-секретарей назначены заместителями министров: Лоренцо Фьорамонти — образования, университетов и научных исследований; Дарио Галли — экономического развития; Эдоардо Рикси — инфраструктуры и транспорта.
8 марта 2019 года ушёл в отставку министр без портфеля по европейским делам Паоло Савона, временно исполняющим его обязанности стал премьер-министр Конте.
22 марта 2019 года младший статс-секретарь Массимо Гаравалья назначен заместителем министра экономики и финансов.
8 мая 2019 года под давлением Движения пяти звёзд отправлен в отставку представитель Лиги Севера младший статс-секретарь Министерства инфраструктуры и транспорта Армандо Сири, против которого начато расследование по подозрению в коррупции.
30 мая 2019 года ушёл в отставку заместитель министра инфраструктуры и транспорта, представитель Лиги Севера Эдоардо Рикси, осуждённый на 3 года и пять месяцев тюремного заключения за нецелевую трату бюджетных средств на развлечения и обеды в ресторанах в период 2010—2012 годов, когда Рикси являлся депутатом регионального совета Лигурии.
10 июля 2019 года Лоренцо Фонтана назначен министром без портфеля по европейским делам, а его прежнюю должность министра без портфеля по делам семьи заняла другая представительница Лиги Севера Алессандра Локателли.

## Список
| Должность                                                               | Имя                                      | Партия                                   | Примечания                                                             | Фото |
| ----------------------------------------------------------------------- | ---------------------------------------- | ---------------------------------------- | ---------------------------------------------------------------------- | ---- |
| Аппарат Совета министров                                                |                                          |                                          |                                                                        |      |
| Председатель Совета министров                                           | Джузеппе Конте                           | Независимый                              |                                                                        |      |
| Младший статс-секретарь                                                 | Джанкарло Джорджетти                     | Лига Севера                              | Секретарь аппарата Совета министров                                    |      |
| Младший статс-секретарь                                                 | Вито Крими                               | Движение пяти звёзд                      | Полномочия в сфере издательской деятельности                           |      |
| Младший статс-секретарь                                                 | Винченцо Спадафора                       | Движение пяти звёзд                      | Полномочия в сфере обеспечения равных возможностей и по делам молодёжи |      |
| Министерство внутренних дел                                             |                                          |                                          |                                                                        |      |
| Министр, заместитель премьер-министра                                   | Маттео Сальвини                          | Лига Севера                              |                                                                        |      |
| Младший статс-секретарь                                                 | Стефано Кандиани                         | Лига Севера                              |                                                                        |      |
| Младший статс-секретарь                                                 | Луиджи Гаетти                            | Движение пяти звёзд                      |                                                                        |      |
| Младший статс-секретарь                                                 | Никола Мольтени                          | Лига Севера                              |                                                                        |      |
| Младший статс-секретарь                                                 | Карло Сибилья                            | Движение пяти звёзд                      |                                                                        |      |
| Министерство экономического развития                                    |                                          |                                          |                                                                        |      |
| Министр, заместитель премьер-министра                                   | Луиджи Ди Майо                           | Движение пяти звёзд                      |                                                                        |      |
| Заместитель министра                                                    | Дарио Галли                              | Лига Севера                              |                                                                        |      |
| Младший статс-секретарь                                                 | Андреа Чоффи                             | Движение пяти звёзд                      |                                                                        |      |
| Младший статс-секретарь                                                 | Давиде Криппа                            | Движение пяти звёзд                      |                                                                        |      |
| Младший статс-секретарь                                                 | Микеле Джерачи                           | Независимый                              |                                                                        |      |
| Министерство труда и социальной политики                                |                                          |                                          |                                                                        |      |
| Министр, заместитель премьер-министра                                   | Луиджи Ди Майо                           | Движение пяти звёзд                      |                                                                        |      |
| Младший статс-секретарь                                                 | Клаудио Коминарди                        | Движение пяти звёзд                      |                                                                        |      |
| Младший статс-секретарь                                                 | Клаудио Дуригон (Claudio Durigon)        | Лига Севера                              |                                                                        |      |
| Министерство иностранных дел и международного сотрудничества            |                                          |                                          |                                                                        |      |
| Министр                                                                 | Энцо Моаверо-Миланези                    | Независимый                              |                                                                        |      |
| Заместитель министра                                                    | Эмануэла Дель Ре                         | Движение пяти звёзд                      |                                                                        |      |
| Младший статс-секретарь                                                 | Манлио Ди Стефано                        | Движение пяти звёзд                      |                                                                        |      |
| Младший статс-секретарь                                                 | Рикардо Мерло                            | АДИГ                                     |                                                                        |      |
| Младший статс-секретарь                                                 | Гульельмо Пикки                          | Лига Севера                              |                                                                        |      |
| Министерство обороны                                                    |                                          |                                          |                                                                        |      |
| Министр                                                                 | Элизабетта Трента                        | Движение пяти звёзд                      |                                                                        |      |
| Младший статс-секретарь                                                 | Анджело Тофало                           | Движение пяти звёзд                      |                                                                        |      |
| Младший статс-секретарь                                                 | Раффаэле Вольпи                          | Лига Севера                              |                                                                        |      |
| Министерство юстиции                                                    |                                          |                                          |                                                                        |      |
| Министр                                                                 | Альфонсо Бонафеде                        | Движение пяти звёзд                      |                                                                        |      |
| Младший статс-секретарь                                                 | Витторио Феррарези                       | Движение пяти звёзд                      |                                                                        |      |
| Младший статс-секретарь                                                 | Якопо Морроне (Jacopo Morrone)           | Лига Севера                              |                                                                        |      |
| Министерство экономики и финансов                                       |                                          |                                          |                                                                        |      |
| Министр                                                                 | Джованни Триа                            | Независимый                              |                                                                        |      |
| Заместитель министра                                                    | Лаура Кастелли                           | Движение пяти звёзд                      |                                                                        |      |
| Заместитель министра                                                    | Массимо Гаравалья                        | Лига Севера                              | с 22 марта 2019                                                        |      |
| Младший статс-секретарь                                                 | Массимо Битончи                          | Лига Севера                              |                                                                        |      |
| Младший статс-секретарь                                                 | Массимо Гаравалья                        | Лига Севера                              | до 22 марта 2019                                                       |      |
| Младший статс-секретарь                                                 | Алессио Виллароза                        | Движение пяти звёзд                      |                                                                        |      |
| Министерство инфраструктуры и транспорта                                |                                          |                                          |                                                                        |      |
| Министр                                                                 | Данило Тонинелли                         | Движение пяти звёзд                      |                                                                        |      |
| Заместитель министра                                                    | Эдоардо Рикси                            | Лига Севера                              | До 30 мая 2019                                                         |      |
| Младший статс-секретарь                                                 | Микеле Дель'Орко                         | Движение пяти звёзд                      |                                                                        |      |
| Младший статс-секретарь                                                 | Армандо Сири                             | Лига Севера                              | До 8 мая 2019                                                          |      |
| Министерство сельского и лесного хозяйства, продовольствия и туризма    |                                          |                                          |                                                                        |      |
| Министр                                                                 | Джан Марко Чентинайо                     | Лига Севера                              |                                                                        |      |
| Младший статс-секретарь                                                 | Франко Мандзато (Franco Manzato)         | Лига Севера                              |                                                                        |      |
| Младший статс-секретарь                                                 | Алессандра Пеше (Alessandra Pesce)       | Движение пяти звёзд                      |                                                                        |      |
| Министерство образования, университетов и научных исследований          |                                          |                                          |                                                                        |      |
| Министр                                                                 | Марко Буссетти                           | Независимый по квоте Лиги Севера         |                                                                        |      |
| Заместитель министра                                                    | Лоренцо Фьорамонти                       | Движение пяти звёзд                      |                                                                        |      |
| Младший статс-секретарь                                                 | Сальваторе Джулиано (Salvatore Giuliano) | Движение пяти звёзд                      |                                                                        |      |
| Министерство окружающей среды и защиты земель и моря                    |                                          |                                          |                                                                        |      |
| Министр                                                                 | Серджо Коста                             | Независимый по квоте Движения пяти звёзд |                                                                        |      |
| Младший статс-секретарь                                                 | Ванья Гава (Vannia Gava)                 | Лига Севера                              |                                                                        |      |
| Младший статс-секретарь                                                 | Сальваторе Мичилло                       | Движение пяти звёзд                      |                                                                        |      |
| Министерство культурного наследия и культурной деятельности             |                                          |                                          |                                                                        |      |
| Министр                                                                 | Альберто Бонизоли                        | Движение пяти звёзд                      |                                                                        |      |
| Младший статс-секретарь                                                 | Лучия Боргонцони                         | Лига Севера                              |                                                                        |      |
| Младший статс-секретарь                                                 | Джанлука Вакка                           | Движение пяти звёзд                      |                                                                        |      |
| Министерство здравоохранения                                            |                                          |                                          |                                                                        |      |
| Министр                                                                 | Джулия Грилло                            | Движение пяти звёзд                      |                                                                        |      |
| Младший статс-секретарь                                                 | Армандо Бартолацци (Armando Bartolazzi)  | Движение пяти звёзд                      |                                                                        |      |
| Младший статс-секретарь                                                 | Маурицио Фугатти                         | Лига Севера                              |                                                                        |      |
| Департамент по связям с парламентом                                     |                                          |                                          |                                                                        |      |
| Министр без портфеля по связям с парламентом и прямой демократии        | Риккардо Фраккаро                        | Движение пяти звёзд                      |                                                                        |      |
| Младший статс-секретарь                                                 | Гвидо Гуидези                            | Лига Севера                              |                                                                        |      |
| Младший статс-секретарь                                                 | Винченцо Сантанджело                     | Движение пяти звёзд                      |                                                                        |      |
| Младший статс-секретарь                                                 | Симоне Валенте                           | Движение пяти звёзд                      |                                                                        |      |
| Департамент по делам регионов, автономий и спорта                       |                                          |                                          |                                                                        |      |
| Министр без портфеля по делам регионов и автономий                      | Эрика Стефани                            | Лига Севера                              |                                                                        |      |
| Младший статс-секретарь                                                 | Стефано Буффаньи                         | Движение пяти звёзд                      |                                                                        |      |
| Департамент развития экономики на местах и городских зон                |                                          |                                          |                                                                        |      |
| Министр без портфеля по делам Юга Италии                                | Барбара Лецци                            | Движение пяти звёзд                      |                                                                        |      |
| Младший статс-секретарь                                                 | Джузеппина Кастьелло                     | Лига Севера                              |                                                                        |      |
| Департамент государственной службы                                      |                                          |                                          |                                                                        |      |
| Министр без портфеля по делам государственной службы                    | Джулия Бонджорно                         | Лига Севера                              |                                                                        |      |
| Младший статс-секретарь                                                 | Маттиа Фантинати                         | Движение пяти звёзд                      |                                                                        |      |
| Департамент семейной политики                                           |                                          |                                          |                                                                        |      |
| Министр без портфеля по делам семьи и лиц с ограниченными возможностями | Лоренцо Фонтана                          | Лига Севера                              | до 10 июля 2019                                                        |      |
| Министр без портфеля по делам семьи и лиц с ограниченными возможностями | Алессандра Локателли                     | Лига Севера                              | с 10 июля 2019                                                         |      |
| Младший статс-секретарь                                                 | Винченцо Дзоккано                        | Движение пяти звёзд                      |                                                                        |      |
| Департамент европейской политики                                        |                                          |                                          |                                                                        |      |
| Министр без портфеля по европейским делам                               | Паоло Савона                             | Независимый                              | до 8 марта 2019                                                        |      |
| Министр без портфеля по европейским делам                               | Джузеппе Конте (и. о.)                   | Независимый                              | 8 марта — 10 июля 2019                                                 |      |
| Министр без портфеля по европейским делам                               | Лоренцо Фонтана                          | Лига Севера                              | с 10 июля 2019                                                         |      |
| Младший статс-секретарь                                                 | Лучано Барра Караччоло                   | Независимый                              |                                                                        |      |

## Деятельность

### 2018 год
14 июля опубликован и вступил в силу так называемый «Декрет о достоинстве» (Decreto Dignità) — постановление правительства, касающееся вопросов регулирования рынка труда и предпринимательской деятельности. Документ был принят под давлением Движения пяти звёзд, в том числе с целью ограничить использование срочных трудовых договоров, и встретил сопротивление Лиги Севера, видевшей в нём ущемление интересов предпринимателей.
8 августа после одобрения Сенатом большинством 155 голосов Decreto Dignità стал законом. В числе его положений — ограничение максимального срока временного трудового договора 24 месяцами вместо прежних 36, штраф для компаний, получивших экономическую помощь от государства, но выводящих производство из Италии, ограничения для игорного бизнеса и прочие меры.
14 августа около 11.50 в Генуе обрушился путепровод Моранди на автостраде A10, унеся по первым оценкам до 35 жизней. На место трагедии отправился премьер-министр Конте.
24 сентября правительство единогласно одобрило постановление о безопасности (decreto sicurezza), в котором объединены действовавшие до этого момента отдельные постановления о безопасности и иммиграции.
23 октября Комиссия Юнкера отклонила проект итальянского государственного бюджета на 2019 год, представленный ей правительством Конте 15 октября, из-за предусмотренного в нём дефицита и чрезмерного роста государственного долга. Согласно правилам Евросоюза, Италия получила три недели на подготовку исправленного варианта документа.
26 октября премьер-министр Италии Джузеппе Конте утвердил строительство Трансадриатического газопровода (TAP).
1 ноября итальянская сталелитейная компания ILVA официально перешла в собственность корпорации ArcelorMittal (контракт предусматривает инвестиции в объёме 2,4 млрд евро, из них 1,15 млрд — на решение экологических проблем).

### 2019 год
31 января ISTAT обнародовал данные о падении ВВП Италии в третьем триместре 2018 года на 0,2 %.
Также 31 января на встрече министров иностранных дел стран Евросоюза в Бухаресте Италия заблокировала предложение шведского министра иностранных дел Маргот Вальстрём о компромиссе для Венесуэлы, которое признавало функции Хуана Гуайдо как исполняющего обязанности президента страны на период до проведения свободных выборов.
7 февраля Франция отозвала из Италии своего посла Кристиана Массе в знак протеста против встречи Луиджи Ди Майо с представителями французского протестного движения жёлтых жилетов, хотя премьер-министр Конте заявил, что Ди Майо действовал как лидер политической партии, а не как министр.
27 марта Сенат придал силу закона постановлению правительства о пенсионной реформе, получившей название «Квота 100». Она вводится в экспериментальном порядке на три года и позволяет желающим наёмным работникам частного сектора экономики уйти на пенсию в возрасте 62 года при условии выплат в пенсионные фонды в течение 38 лет (избравшие эту возможность не имеют права до выхода на пенсию по старости в возрасте, предусмотренном действующим пенсионным «законом Форнеро» — до 67 лет максимум — делать новые отчисления на свой пенсионный счёт из получаемых в этот период трудовых доходов). Этим же законом установлен порядок получения безусловного базового дохода для лиц с годовым доходом ниже 9360 евро и обладающих недвижимым имуществом на сумму менее 30 тысяч евро и движимым — менее 6 тысяч евро.
5 августа доработанное постановление правительства о безопасности (decreto sicurezza bis) обрело силу закона после окончательного одобрения его Сенатом. За это решение проголосовали 160 сенаторов от Лиги Севера и Движения пяти звёзд (только пять «мятежных» представителей Д5З в знак протеста покинули зал и не участвовали в голосовании). 57 голосов были поданы «против» — преимущественно от фракции Демократической партии, представители которой пришли в футболках с надписью «Non sprechiamo l’umanità» (Мы не губим человечность). Сенаторы от партии «Вперёд, Италия» не участвовали в голосовании, фракция «Братьев Италии» воздержалась. Во время голосования перед зданием Сената ассоциация Libera проводила сидячую забастовку под лозунгом «La disumanità non può diventare legge» (Бесчеловечность не может стать законом). Закон включает 18 статей, сгруппированных в три главы: срочные меры по противодействию нелегальной иммиграции (в частности, принятие решения о допуске в итальянские порты иностранных судов, вошедших в территориальные воды, передано полностью в ведение министра внутренних дел), срочные меры повышения эффективности политики в области общественной безопасности, срочные меры обеспечения безопасности в ходе спортивных мероприятий.
7 августа большинство сенаторов, включая представителей Лиги Севера, проголосовали против инициативы Движения пяти звёзд о запрете строительства скоростной железной дороги Турин-Лион, но поддержало несколько других документов в поддержку этого инфраструктурного проекта, что породило предположения о развале правящей коалиции.
9 августа Лига Севера поставила на голосование в Сенате вопрос о доверии правительству.
20 августа должно было состояться голосование в Сенате о доверии правительству, но премьер-министр Конте, выступив с речью об итогах работы кабинета, сам объявил об отставке. В своём выступлении Конте обвинил Маттео Сальвини в оппортунизме и провоцировании правительственного кризиса ради личных и партийных интересов.
3 сентября 2019 года 79 634 членов Д5З из общего их количества в 117 194 приняли участие в онлайн-голосовании (эта цифра стала рекордным показателем активности избирателей за всё время проведения таких голосований на IT-платформе Rousseau) и большинством в 79 % одобрили соглашение с ДП о формировании коалиционного правительства.